# El Eco de Padilla
El Eco de Padilla fue un periódico publicado en Madrid a lo largo de 1821, durante el Trienio Liberal. De carácter liberal exaltado, sirvió como órgano doctrinal de la Confederación de Comuneros Españoles.

## Historia
Tomó su nombre del comunero castellano Juan de Padilla. Editado en Madrid, fue impreso primeramente en la imprenta de A. Fernández; y luego, en sus últimos números, en la de la Viuda de Cano.
Su primer número apareció el 1 de agosto de 1821, con un ejemplar de ocho páginas y unas dimensiones de 0,219 x 0,150 m. A partir del 23 de septiembre salió con cuatro páginas de 0,322 x 0,227 m. Cesó el 31 de diciembre de 1821, al fusionarse con la Antorcha Española para dar lugar a El Independiente. Fue su director José Joaquín de Mora y en su redacción participaron el afrancesado Antonio Arrieta, Félix Mejía, también redactor de El Zurriago, José María Carnerero y Ramón César de Conti y Vargas.